# David Cormand
David Cormand (nascido em 30 de novembro de 1974) é um político francês eleito membro do Parlamento Europeu em 2019.

## Carreira política
No parlamento, Cormand tem servido na Comissão dos Orçamentos e na Comissão do Mercado Interno e da Proteção dos Consumidores. Em 2020, ele também juntou-se ao Comité Especial de Inteligência Artificial na Era Digital.
Para além das suas atribuições nas comissões, Cormand faz parte das delegações do Parlamento na Península da Coreia e na Assembleia Parlamentar Paritária ACP-UE. É também membro do Intergrupo do Parlamento Europeu para o Bem-estar e a Conservação dos Animais.